# Siddhant Banthia
Siddhant Banthia (* 4. August 2000 in Pune) ist ein indischer Tennisspieler.

## Karriere
Banthia spielte bis 2018 auf der ITF Junior Tour. Dort konnte er mit Rang 41 seine höchste Notierung in der Jugend-Rangliste erreichen. Er spielte bei allen vier Grand-Slam-Turnieren und sein bestes Abschneiden dort war das Erreichen des Viertelfinals 2017 bei den Australian Open im Doppel. Sein größter Titel war der Erfolg im Doppel des J1 Nanjing.
Banthia begann 2018 ein Studium an der Wake Forest University, wo er auch College Tennis spielte. Währenddessen spielte er zeitweise auch Profiturniere, meistens auf der ITF Future Tour. Dort war ein Viertelfinaleinzug 2019 sein bislang bestes Ergebnis im Einzel, während er im Doppel 2021 schon zwei Future-Titel gewinnen konnte. Auf der ATP Challenger Tour spielte Banthia im Doppel 2017 und 2018 dank einer Wildcard und konnte einmal siegreich sein. 2021 profitierte er von einer Wildcard, die ihm von den Turnierverantwortlichen in Winston-Salem zuerkannt wurde und ihm einen Startplatz im Doppel garantierte. Bei seiner Premiere auf der ATP Tour unterlag er an der Seite von Matthew Thomson in der ersten Runde der topgesetzten Paarung. In der Tennisweltrangliste konnte er sich bislang im Einzel knapp in die Top 1000 vorspielen. Im Doppel erreichte er 2025 mit Rang 198 seine bislang beste Platzierung.

## Erfolge
| Legende (Anzahl der Siege) |
| Grand Slam                 |
| ATP Finals                 |
| ATP Tour Masters 1000      |
| ATP Tour 500               |
| ATP Tour 250               |
| ATP Challenger Tour (1)    |

### Doppel

#### Turniersiege
| Nr. | Datum        | Turnier | Belag | Partner           | Finalgegner                       | Ergebnis         |
| --- | ------------ | ------- | ----- | ----------------- | --------------------------------- | ---------------- |
| 1.  | 8. März 2025 | Kigali  | Sand  | Aleksandar Donski | Geoffrey Blancaneaux Zdeněk Kolář | 6:4, 5:7, [10:8] |